# Municipio de Eagle (condado de Sioux)
El municipio de Eagle (en inglés: Eagle Township) es un municipio ubicado en el condado de Sioux en el estado estadounidense de Iowa. En el año 2010 tenía una población de 283 habitantes y una densidad poblacional de 3,03 personas por km².

## Geografía
El municipio de Eagle se encuentra ubicado en las coordenadas 43°2′9″N 96°23′22″O / 43.03583, -96.38944. Según la Oficina del Censo de los Estados Unidos, el municipio tiene una superficie total de 93.43 km², de la cual 93,39 km² corresponden a tierra firme y (0,04 %) 0,03 km² es agua.

## Demografía
Según el censo de 2010, había 283 personas residiendo en el municipio de Eagle. La densidad de población era de 3,03 hab./km². De los 283 habitantes, el municipio de Eagle estaba compuesto por el 96,11 % blancos, el 0,35 % eran afroamericanos, el 2,47 % eran de otras razas y el 1,06 % eran de una mezcla de razas. Del total de la población el 2,83 % eran hispanos o latinos de cualquier raza.